# François Raulin
Pour l’article ayant un titre homophone, voir François Rollin.
François Raulin est un pianiste et compositeur de jazz français né à Annecy le 17 mars 1956.

## Biographie

### Débuts
Le père de François Raulin est un amateur de jazz, écoutant Lionel Hampton ou Erroll Garner. Vers ses 12 ans, François Raulin se met à s'intéresser à cette musique, et écoute Duke Ellington, Fats Waller, Jelly Roll Morton, Sidney Bechet, Louis Armstrong, etc.. Il prend quelques cours de piano entre 11 et 16 ans.
Il commence des études de mathématiques avant de se consacrer à la musique. Il s'intéresse très tôt au jazz, à la musique contemporaine et aux musiques traditionnelles. Dans les années 1970, il bénéficie de conseils de Barre Phillips, d'Henri Texier, de Martial Solal ou de François Jeanneau. Il voyage dès 1979 en Afrique pour y étudier les rythmes et le balafon auprès de Mahama Konate (Burkina Faso) et de Polyrythmo (Bénin),.
Très attaché au travail associatif, il est l'un des trois fondateurs de l'association AGEM à Grenoble, un des premiers collectif de musiciens de jazz en France (1980 à 1987)[réf. souhaitée]. 
Il intègre l'ARFI en 1981, où il rencontre Louis Sclavis qui devient alors un partenaire privilégié à partir de 1985. Il s'ensuit plusieurs collaborations au sein des groupes de Louis Sclavis, de 1987 à 2001.

### Années 1990
En 1994 paraît son premier disque en solo, First Flush, qui est pour François Raulin l'occasion de montrer qu'il n'est pas que l'accompagnateur de Louis Sclavis. On peut y entendre des enregistrements en re-recording, du piano préparé ou du mélodica.
Il débute en 1997 un travail en commun avec Stéphan Oliva sur Lennie Tristano. Tout d'abord en duo, à 2 pianos, leur travail s'étend au septet avec la participation de Laurent Dehors, Bruno Chevillon, Marc Ducret, Christophe Monniot, et Paul Rogers. Il joue en trio de pianos avec Martial Solal et Jean-Marie Machado.
Il est à l'initiative de nombreux projets, notamment à l'opéra Bastille ou il crée Le Sourire au pied de l'échelle en 2002 avec Charlotte Nessi, ou à la tête de son « orchestre école » Micromegas Brass Band depuis 1997 qui est ouvert aux amateurs et aux professionnels.

### Années 2000
En 2001, François Raulin est fondateur de La Forge, un collectif de compositeurs et improvisateurs de la Région Rhône-Alpes qu'il codirige avec Pascal Berne et Michel Mandel, et qui crée de nombreux projets et CD via le Label Forge.
En 2001, François Raulin sort l'album Trois plans sur la comète, avec François Corneloup et Bruno Chevillon.
Il travaille depuis 2002 avec des musiciens traditionnels chinois et français (création de Sous le ciel en 2005 puis Entre ciel et terre en 2008). Il crée le Trio non tempéré avec le griot burkinabé Adama Dramé (djembé) et Jean-Jaques Avenel (contrebasse), et La Belle Nivernaise, ciné-concert sur le film de Jean Epstein, avec le grand chœur des voix bulgares (dirigé par Ilya Mikhailov).
En 2002 paraît Sept variations sur Lennie Tristano avec Stéphan Oliva
En 2006, il crée Portraits de femmes salle Gaveau à Paris, pièces originales pour orchestre et soliste improvisateur. La même année parait Echoes of Spring, en duo avec Stéphan Oliva, qui rend hommage aux pianistes de piano stride : James P. Johnson, Fats Waller, Willie « The Lion » Smith, Earl Hines
En 2010, il crée Little Nemo in Slumberland avec Stéphan Oliva, Laurent Dehors, Christophe Monniot et Sébastien Boisseau.
En 2009 paraît Ostinato, son deuxième album en piano solo sur le label La Forge,.

### Années 2010
En 2011, François Raulin crée Sati(E)Rick Excentrik avec La Forge et l'acteur Gilles Arbona sur la musique et le personnage d'Erik Satie.
En 2015, il crée Restez, je m'en vais (Ishi, le dernier indien « sauvage » d'Amérique) en trio avec François Corneloup, Ramon López et la comédienne Anne Alvaro pour le festival Les détours de Babel. Le spectacle est centré sur la figure d'Ishi, dernier membre de la tribu californienne des Yanas, décimée par les colons au début du XXe siècle. L'année suivante il crée le tentet « Brotherhood Héritage » avec Didier Levallet, en hommage au musicien sud africain Chris Mac Gregor.
En 2016 paraît Correspondances, en duo avec Stéphan Oliva, dans lequel les deux pianistes rendent hommage à des musiciens : György Ligeti, Henri Dutilleux, Igor Stravinsky, Martial Solal, Jimmy Giuffre, Lennie Tristano ou encore Duke Ellington,.
En 2018 il crée un trio avec Émile Biayenda à la batterie et Majid Bekkas à la voix. L'année suivante est créé Colporteurs avec la comédienne Anne Alvaro.
En 2019 paraît … Et autres chants d'oiseaux avec le Collectif La Forge, avec François Raulin (piano, mbira), Pascal Berne (contrebasse), Michel Mandel (clarinettes), et trois musiciens invités : Bernard Fort (électroacousticien, ornithologue), Guillaume Roy (alto) et Jean-Marc Quillet (percussions, accordéon).

## Discographie

### En tant que leader ou coleader
- 1983 : Miniatures, duo de piano avec Pascal Lloret (AGEM Productions)
- 1994 : First Flush, piano solo (Deux Z)
- 2002 : Trois plans sur la comète, trio (Hathut Records)
- 2005 : Tian Xia, avec la forge et 6 musiciens traditionnels chinois (Label Forge)
- 2008 : Trio Non Tempéré (Label Forge)
- 2009 : Ostinato, en piano solo (Label Forge)
- 2013 : Sati(e)rik Excentrik, en piano solo (Label Forge)
- 2019 : … Et autres chants d'oiseaux, collectif La Forge (Label Forge)
- 2020 : 1000 Dialectes, avec François Corneloup et Ramón López (Label Forge)

### En duo avec Stéphan Oliva
- 1999 : Tristano (Émouvance)
- 2002 : Sept variations sur Lennie Tristano (Sketch)
- 2006 : Echoes of Spring (Mélisse)
- 2016 : Correspondances (Abalone Productions)

### En tant que sideman
Avec Steve Waring
- 1982 : Le Sac À Grimaces (Le Chant Du Monde)

Avec La Marmite Infernale (Steve Waring, Louis Sclavis, Christian Rollet…)
- 1983 : Moralité-surprise (ARFI Move)

Avec Louis Sclavis
- 1987 : Chine (Label Bleu)
- 1990 : Chamber Music (Label Bleu)
- 1990 : Le Partage des eaux, avec André Ricros (Silex)
- 1991 : Ellington on the Air (Label Bleu)
- 1992 : Rouge (ECM)
- 1996 : Les Violences de Rameau (ECM)
- 1997 : Danses et autres scènes (ECM)
- 2007 : La Moitié Du Monde (JMS)

Avec François Corneloup
- 1994 :  Frégoli  (Evidence)